# Spanner (Familienname)
Spanner  ist ein deutscher Familienname.

## Herkunft und Bedeutung
Der Name leitet sich vom mittelhochdeutschen Wort spanner für Ballenbinder und Wagenlader ab.

## Namensträger
- Hans Spanner (1908–1991), österreichischer Steuer- und Verwaltungsrechtler
- Helmut Spanner (* 1951), deutscher Kinderbuchautor
- Johannes Spanner (* 1995), österreichischer Schlagersänger
- Michael Spanner (?–1742), deutscher Architekt des Barock
- Rudolf Spanner (1895–1960), deutscher Arzt im Danziger anatomischen Institut